# Martín de Braga
Martín de Braga, latinizado como Martinus Bracarensis y conocido también como Martín de Dumio, Martín Dumiense o Martín de Panonia (Panonia, hacia 510/515 - Braga, 579/580), fue un obispo, teólogo y escritor eclesiástico hispano católico de origen panónico, llamado el «Apóstol de los suevos». Su obra eclesial y literaria, presentando un cristianismo adaptado a los diferentes grupos de población; su preocupación por transmitir valores procedentes de la Antigüedad clásica; la predicación de un cristianismo ortodoxo en tiempos de herejía; y sus relaciones con los reyes suevos, anuncian el ideal episcopal de Leandro y de Isidoro de Sevilla.

## Vida
San Isidoro, en su De viris illustribus, realizó la primera biografía de Martín de Braga:

Martín, el santo Pontífice del monasterio de Dumio, llegó a Galicia por mar desde las tierras de Oriente. Allí, tras haber convertido al pueblo suevo de la impiedad arriana a la fe católica, fijó la norma de la fe y de la santa religión, consolidó las iglesias, fundó monasterios y puso por escrito numerosas enseñanzas para la formación religiosa. Yo, por mi parte, he leído su libro sobre «Las diferencias entre las cuatro virtudes» y otro volumen de epístolas, en las que exhorta a la enmienda de la vida y a la práctica de la fe, a la insistencia en la oración y al reparto de limosnas, y, sobre todo, al cultivo de todas las virtudes y de la religión. Floreció bajo el rey de los suevos Teodomiro, en la época en que Justiniano y Atanagildo ejercieron el poder en el imperio y en España.

Miembro de una importante familia romana de la antigua provincia de Panonia (actual Hungría), leyó mucho en su juventud al estoico Séneca, entonces tenido como cristiano por una correspondencia con San Pablo apócrifa, ingresó en el clero y muy joven se trasladó a Palestina para visitar los Santos Lugares. Allí residió durante varios años y entró en contacto con el floreciente monacato que se desarrollaba en las montañas de Judea. Se cree que por entonces aprendió el griego, algo que en Occidente ya empezaba a ser raro, y tradujo al latín las Sententiae Patrum Aegiptyorum.

### Gallaecia y la conversión del reino suevo
Sin conocerse exactamente la razón, tal vez por tratarse Gallaecia de un reino cristiano independiente de Roma pero fuera del catolicismo, decidió trasladarse como misionero al Reino de los suevos, al que en principio se refiere como Finis Terrae, cuya clase dirigente era en gran parte arriana. Las circunstancias de esta decisión varían según los eruditos: desde petición de peregrinos hispanos, a la petición de algún eclesiástico bizantino, o incluso a la iniciativa propia, para aprovechar el retorno de una delegación sueva enviada a Tours. Ferreiro piensa que, habiendo sido Panonia patria de los suevos, deseó convertir a sus hermanos de etnia que eran ahora arrianos; lo mismo le habría ocurrido al también santo panonio y, por tanto compatriota y homónimo, Martín de Tours.
En su viaje pasó algún tiempo en las Galias, llegando a la Gallaecia en torno al 550. Por entonces, la antigua ciudad romana de Bracara Augusta (la actual Braga, en Portugal), capital de la provincia romana de Gallaecia, pasó a convertirse en la capital del reino suevo. 
Nada más llegar, Matín intervino en la conversión del rey Carriarico. Según Gregorio de Tours, fuente primaria y única para su reinado, lo consiguió porque el hijo del rey había enfermado de lepra, y su padre mandó traer algunas reliquias de san Martín de Tours que le habrían provocado la curación, con lo que el rey y todo su reino abandonaron el arrianismo y se convirtieron al catolicismo en 550. Tras su conversión al catolicismo, Carriarico dedicó una iglesia a san Martín de Tours para acoger su reliquia, introduciendo el culto de santo en Galicia y nombrándolo, además, beatus patronus. Pero la cuestión de la introducción del catolicismo en Galicia es controvertida: para algunos, el primer rey que abandonó el arrianismo por el catolicismo fue Teodomiro, aunque también habría sido Martín de Braga el artífice de su conversión.

### Monasterio de Dumio
Martín fundó un monasterio en Dumio, cerca de la capital del reino suevo, y junto a la iglesia que. Allí trabaja varios años como presbítero y como monje.
Pronto este monasterio se convirtió en el principal centro de difusión de cultura y espiritualidad cristiana de origen oriental en el norte de la península ibérica, ya que sus monjes tenían encomendada la copia de códices, muchos posiblemente traídos por el mismo san Martín de Oriente.
Poco tiempo más tarde, Lucrecio, arzobispo de Braga, creó la diócesis de Dumio en torno al recién creado monasterio, y consagró a Martín como su primer obispo en torno a 556.

### I Concilio de Braga

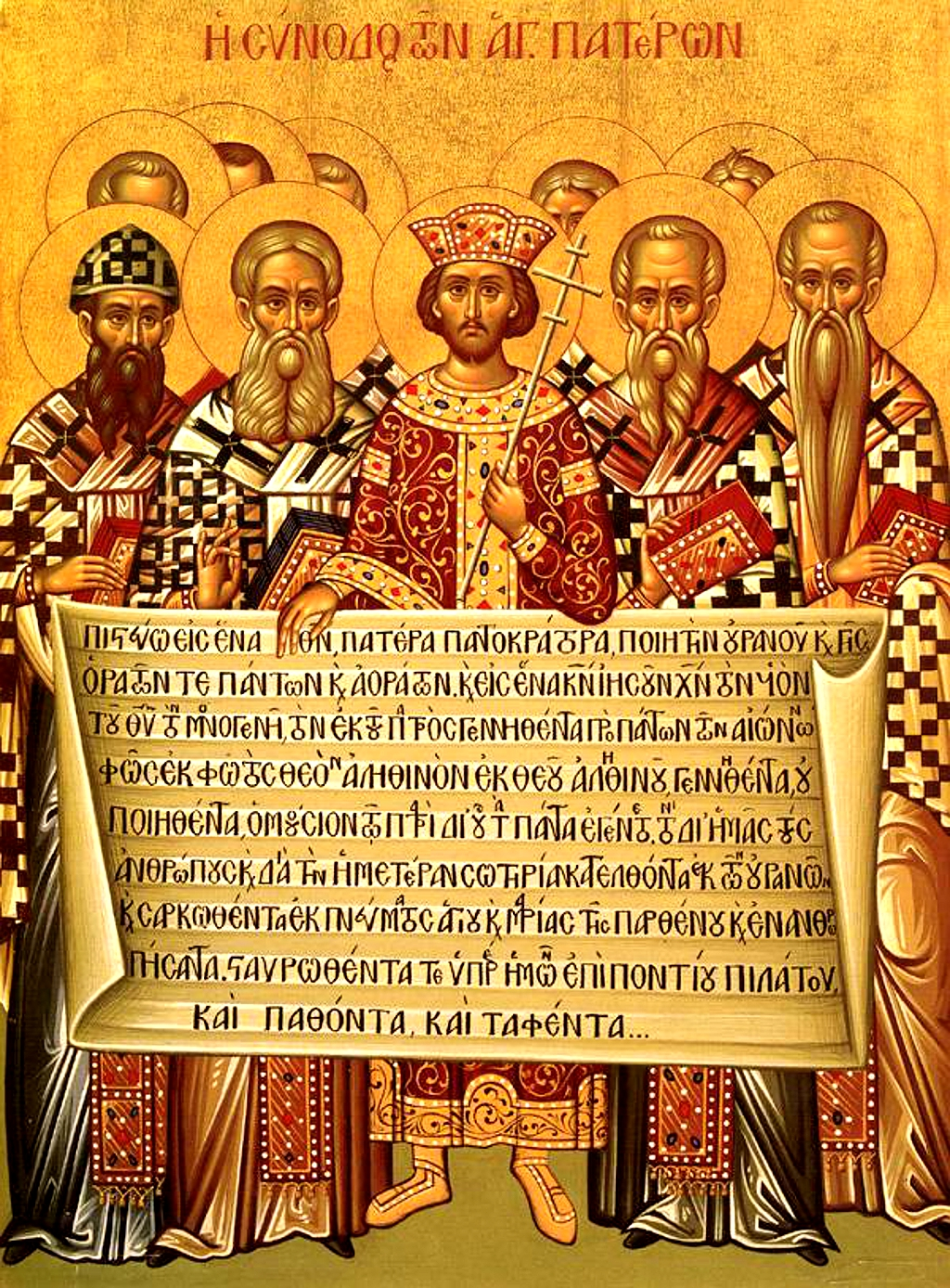
Imagen alegórica del Primer Concilio de Nicea (325), mas con el texto del Símbolo Niceno-Constantinopolitano del 381 con el inicial πιστεύομεν (creemos) original sustituido por πιστεύω (creo), como en la liturgia.

Martín estuvo presente en el primer concilio del reino suevo, convocado por el papa Juan III para poner fin a la querella suscitada por la doctrina prisciliana. Se celebró el año 561 (o 563) y es conocido como I Concilio de Braga. Martín contribuye a la condena doctrinal y moral del priscilianismo:

"...No se limitó a la restauración de la disciplina clerical, de las ceremonias litúrgicas y de la ortodoxia nicena, todavía seriamente amenazada, en Galicia, por la persistencia tenaz de la herejía priscilianista ..."

### Arzobispo deBraga
El obispo Lucrecio muere en 569 y Martín fue proclamado nuevo metropólitano, pero siguió conservando la dignidad episcopal de Dumio, ya que sus monjes y los fieles le rogaron que no los dejase. Su labor como arzobispo de Braga se centró en la predicación al pueblo, muy influido aún por el priscilianismo y apegado a las prácticas religiosas paganas. 

### II Concilio de Braga

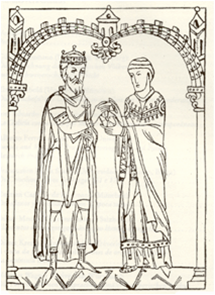
El rey Miro con Martín de Braga

En junio del año 572 presidióe el II concilio de Braga, en el que los obispos de la Gallaecia en la presencia del rey suevo Miro establecieron las líneas de actuación misional y de práctica litúrgica y moral de esta iglesia particular.
Martín mandó añadir a las Actas una recopilación metódica de ochenta y cuatro cánones tomados de los sínodos de los Padres orientales, puestos en orden y reunidos por el obispo Martín.
Martín de Braga, como señaló San Isidoro, fundó, fuera del de Dumio, otros varios monasterios. Fueron el Antonino, el Victorino, el Tabanense, el Bargense, el Magnetense, el Turricense, el Claudino, el Cabanense y el Acerense, según una carta dirigida por Drumario a Fontano recogida por Francisco de Berganza en Antigüedades de de España y citada por José Amador de los Ríos.

## Obra

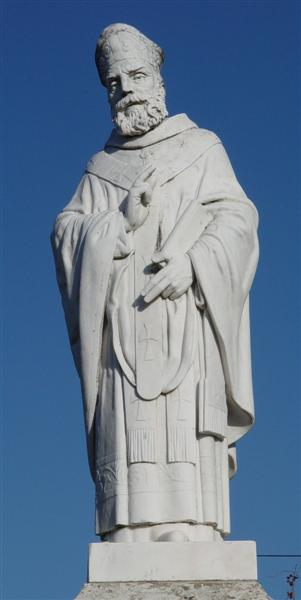
Estatua de Martín de Braga en Braga, Portugal.

Como escritor eclesiástico, y pese a su corta obra, san Martín es una figura de primer orden. Tanto san Isidoro de Sevilla como san Gregorio de Tours lo consideran como el hombre letrado más importante de su tiempo. Algunos de los rasgos de su estilo son la frecuencia y aun abuso de las disyunciones, el comparativo intensivo de carácter adverbial y cierta tendencia a la expresión del indicativo en las subordinadas y al empleo de verbos compuestos de prefijos; pero es, en palabras de Antonio Fontán, "más que Leandro todavía, el último escritor de la Antigüedad en España. El contemporáneo de Venancio Fortunato y de Gregorio de Tours, el prosista que elabora centones senecanos, el poeta que hace algo parecido a Sidonio Apolinar y Draconcio, es todavía un hombre del mundo antiguo en cuyo latín, por ejemplo, no hay, ni en prosa ni en verso, errores de prosodia. Entre sus obras de más influencia, además del De correctione rusticorum, destaca la recopilación Sententiae Patrum Aegipteorum.

### De correctione rusticorum
A petición de Polemio, obispo de Astorga, compuso un sermón catequístico propio para las visitas pastorales de los obispos según lo había previsto el segundo concilio de Braga de 572, así que debe ser simultáneo o posterior. Es un manual práctico para el misionero, De correctione rusticorum ('rústico' no significa bárbaro o incorrecto, sino popular y sencillo), en el que anima a obispos y clero a evangelizar y purificar la religiosidad del pueblo suevo. El tratado expone de manera sencilla las supersticiones principales del pueblo suevo y su origen: condena la idolatría, la adivinación, los augurios y la brujería; también insta a que los días de la semana dejen de dedicarse a los dioses romanos —día de Marte, de Mercurio, de Júpiter, de Venus y de Saturno—  y pasen a llamarse por la nomenclatura litúrgica cristiana,  costumbre que se mantiene en portugués, donde los días de la semana se nombran con el término litúrgico de feria. Según Antonio Fontán, las fuentes de esta obra y de los escritos ascéticos son Casiano, el monje semipelagiano de Marsella y Cesáreo de Arlés, combinados con gotas de Agustín y de Jerónimo. Desde otro punto de vista puede considerarse el primer escrito sobre folklore español; se habla de los que veneran a las polillas y a los ratones, posible vestigio de los dies tinearum et murium, observan el vuelo de las aves, encienden cirios a las piedras, a los árboles, a las fuentes y a las encrucijadas, observan las calendas, echan en el fuego la ofrenda sobre el tronco y ponen vino y pan en las fuentes; de las mujeres que invocan a Minerva al tejer su tela y encantan la hierba con maleficios, de los que observan la adivinación y los oráculos de los estornudos, las fórmulas mágicas sobre las cosechas, etcétera.
De la obra se conservan doce códices, uno de ellos del Archivo de la Catedral de Toledo que utilizó el padre Enrique Flórez en 1759, y se dispone ahora de una edición crítica bilingüe de 1997.

### Sententiae Patrum Aegipteorum
La recopilación Sententiae Patrum Aegipteorum, ciento diez reglas ascéticas tomadas de la tradición monástica oriental en traducción directa de sus fuentes, y que formarán una de las bases del desarrollo del monacato hispánico. 

### Formula vitae honestae
Fue escrita a petición del rey Miro (570-583) hacia 570. Se trata de compendio de ética natural fundado en las cuatro virtudes cardinales de Platón: Prudentia, Magnanimitas, (fortitudo), Continentia (temperantia) y Iustitia; es obra dirigida preferentemente a los laicos. Todo el desarrollo del tema y el contenido de las máximas, de redacción concisa y sentenciosa, es senequista, y hoy se acepta la teoría de Ernst Bickel según la cual en esta obrita se conserva la substancia del escrito, ya perdido, del De officiis de Séneca. En esta obra demuestra no solo ser un gran conocedor de la patrística oriental y occidental —san Ireneo de Lyon, san Clemente de Alejandría, Orígenes, san Jerónimo o san Agustín de Hipona— sino también de los clásicos estoicos romanos, especialmente Marco Aurelio y Séneca, hasta tal punto que la obra fue tenida en la Edad Media como obra del propio Séneca.

### Otras obras suyas
También al rey Miro dedica sus obras Pro repellenda iactantia, De superbia y Exhortatio humilitatis, que formaban un todo originalmente; aquí el contenido ya no es estoico, sino genuinamente cristiano, lleno de copiosas citas de la Escritura y marcado por el modelo de la Institutio caenobiorum de Casiano. Otras obras suyas son Epistola ad Bonifacium episcopum De trina mersione, sobre la liturgia del bautismo, De ira, tratado de carácter estoico cristiano dedicado a Vitimiro, obispo de Orense, y una importante literatura epistolar y de sermones, lamentablemente perdida. Escribió también unos pocos versos: cinco dísticos In refectorio para el de Dumio, que son una refundición de Sidonio Apolinar; 22 hexámetros In basilica en honor de San Martín de Tours para la basílica de Braga y un Epitaphium de seis hexámetros para su propio sepulcro.
En la segunda mitad del siglo VI, realiza la colección de cánones que lleva su nombre: Capitula Martini, una compilación de cánones de concilios africanos, orientales y españoles. Se le atribuye también una refundición de un tratado De pascha de procedencia incierta, sobre la manera de fijar el día de la Pascua.

## Influencia  sobre los sevillanos

Hispania en el siglo VI

Su influencia sobre los obispos sevillanos Leandro e Isidoro se desprende con claridad del elogio que le dedicó Isidoro:

"... Martín de Dumio, santísimo pontífice de un monasterio, llegó por mar desde las regiones orientales a Galicia, y allí, tras haber convertido a los suevos de la impiedad arriana a la fe católica, instituyó la regla de la fe y de la santa religión, reformó las iglesias, fundó monasterios, redactó de manera abundante preceptos para la educación religiosa. Yo he leído, por mi parte, su libro sobre las Diferencias sobre las cuatro virtudes, y otro volumen de cartas: en sus escritos exhorta a enmendar nuestra vida y a conducirnos con fe, a orar sin cesar, a distribuir limosnas y, por encima de todo, a cultivar las virtudes y a mostrarnos buenos con todos. Brilló en tiempos del rey suevo Teodomiro, en la época en que Justiniano en el Imperio y Atanagildo en las Españas, ejercían el poder supremo..."
Isidoro de Sevilla Varones ilustres, Capítulo 12.

Fue precisamente en la segunda mitad del siglo VI cuando se produce una prolongada crisis cuando tras el asesinato  de Teudiselo en Hispalis (549) el pretendiente Atanagildo pide ayuda al basileus que ocupa la franja meridional de la península.
Elogiado por sus contemporáneos Venancio Fortunato, (Venantius Honorius Clementianus Fortunatus) obispo de Poitiers y Gregorio, obispo de Tours.

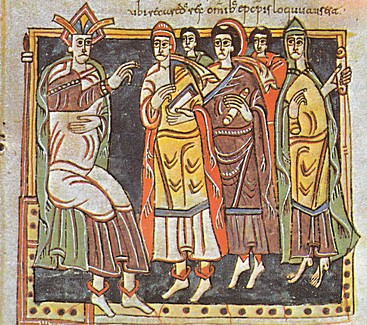
III Concilio de Toledo: Imagen del Códice Vigilano, fol. 145, Biblioteca de El Escorial

Cabe marcar tanto las semejanzas como las diferencias entre los pequeños catecismos morales que escribe Martín dirigidos al rey suevo Miro, con las Etimologías, la enorme enciclopedia que Isidoro destinada a mejorar la cultura de las élites laicas y eclesiásticas del reino, procurándoles una especie de manual enciclopédico cómodo.
Martín, en su modelo de sermón para corregir a los rústicos de los campos gallegos, busca un lenguaje simplificado, para uso de un público inculto, que Isidoro emplearía al contrario que su hermano mayor Leandro el año 589 en la sesión de clausura del III Concilio de Toledo, pomposa pieza destinada a seducir  y deslumbrar a la corte y no para proporcionar una formación religiosa elemental a un auditorio corriente.

## Prerrenacimientos periféricos
Contemporáneos de Martín son algunos personajes que protagonizaron importantes movimientos culturales en Hispania como fueron:
- En la Tarraconense, Justo de Urgel y Juan de Gerona.
- En la Cartaginense, Liciniano de Cartagena, Justiniano de Valencia y Donato, monje venido de África.
- En la Lusitania, Apringio de Beja.
- En la Bética, Severo de Málaga.

## Muerte
San Martín falleció hacia 579-580 y fue enterrado en la capilla de San Martín de Tours del monasterio de Dumio, en un sarcófago donde es labrado un epitafio redactado por él mismo en hexámetros: 
«Nacido en Panonia, llegué atravesando los anchos mares y arrastrado por un instinto divino, a esta tierra gallega, que me acogió en su seno. Fui consagrado obispo en esta iglesia tuya, ¡oh glorioso confesor San Martín!; restauré la religión y las cosas sagradas, y habiéndome esforzado por seguir tus huellas, yo, tu servidor Martín, que tengo tu nombre, pero no tus méritos, descanso aquí en la paz de Cristo».
Entre sus discípulos cabe mencionar a Pascasio de Dumio, a quien muy probablemente enseñó el griego, con lo que este vertió al latín los Apothegmata Patrum seguramente desde algún manuscrito traído por Martín, a quien dedica esta obra, editada recientemente; incluye 358 apotegmas ordenados temáticamente en 101 capítulos. El óbito de Martín se conmemora el 20 de marzo. Cinco años después de su muerte, los visigodos conquistan el reino suevo, tras siglo y medio de existencia.

## Obras

### Teológicas, litúrgicas y morales
- De correctione rusticorum. Hay traducción española moderna de Rosario Jove Clos (Barcelona: El Albir, 1981)
- De differentiis quatuor virtutum
- De Pascha
- Epistola ad Bonifacium de trina mersione
- Formula vitae honestae
- De ira
- Pro repellenda iactantia
- De superbia
- Exhortatio humilitatis

### Traducciones del griego
- Canones ex orientalium patrum synodis
- Sententiae patrum Aegyptiorum
- Verba seniorum

### Lírica
- Versus in Basilica
- In refectorio
- Epitafio

## Enlaces
- Wikimedia Commons alberga una categoría multimedia sobre Martín de Braga.
- Obras de Martín de Braga (original latino)
- Opera Omnia en la Patrologia Latina de Migne con índices analíticos
- Martín de Braga en la Biblioteca Virtual de Polígrafos de la Fundación Ignacio Larramendi

| Predecesor: Nueva creación | Obispo de Dumio 556 - 579 | Sucesor: Juan     |
| Predecesor: Lucrecio       | Obispo de Braga 562 - 579 | Sucesor: Pantardo |

- Datos: Q450361
- Multimedia: Martin of Braga / Q450361